# Turía
Der Río Turía ist ein Fluss in Spanien, der durch die autonomen Regionen Galicien und Asturien fließt. 

## Geografie
Der Río Turía entspringt in den galicischen Bergen nahe dem Weiler Mousende, welcher 2006 noch 22 Einwohner zählte. Er mündet in A Pontenova in den Rio Eo.

### Nebenflüsse
Mehrere kleine, teils namenlose Bäche speisen den Rio Turía.

### Flora und Fauna
Der Fluss ist bei den Sportfischern bekannt für seine reichen Vorkommen von Lachsen und Forellen sowie den begehrten Flusskrebsen.

### Orte am Rio Turía
- Travesas da Treita 9 Einwohner (2006)  43° 20′ 40″ N, 7° 8′ 49″ W
- Conforto 81 Einwohner (2006)  43° 21′ 8″ N, 7° 9′ 34″ W
- A Pontenova 2971 Einwohner (2007)  43° 21′ 14″ N, 7° 11′ 27″ W

(Quelle: INE)